# Мигел Кортереал
Мигел Кортереал (порт. Miguel Corte-Real) је био португалски морепловац и истраживач. Жоао Ваз Кортереал је био његов отац, а Гаспар Кортереал брат.
Истраживао је Гренланд 1499. године. Са братом Гаспаром је учествовао у експедицији 1501, када су између осталог, картирали 600 км обале Лабрадора. Са те експедиције се Мигуел вратио кући, али не и Гаспар, који је наставио истраживање и нестао. У потрази за братом 1502. године, Мигел Кортереал је такође нестао. Једини преживели брат, Васко Кортереал, хтео ја да их тражи обојицу, али је португалски краљ забранио експедицију.